# アンソニー・フェルナンデス
アンソニー・フェルナンデス（Anthony Fernandez, 1990年6月8日 - ）は、ドミニカ共和国・サンティアゴ州サンティアゴ・デ・ロス・カバリェロス出身のプロ野球選手（投手）。MLB・シアトル・マリナーズ傘下所属。左投左打。

## 来歴
2006年、ドラフト外でシアトル・マリナーズに入団。
2007年はドミニカン・サマーリーグでプレー。
2008年もドミニカン・サマーリーグでプレー。
2009年からはアリゾナリーグでプレー。13試合に登板し、53回で53奪三振を記録。
2010年はA級のエバレット・アクアソックスに昇格。15試合に先発した。
2011年はA級のクリントン・ランバーキングスに昇格。19試合に先発した。
2012年はA級のハイデザート・マーベリックスに昇格。27試合に先発し164回で134奪三振を記録。シーズンオフに40人枠に入った。
2014年2月20日にマリナーズと1年契約に合意した。3月5日にAA級ジャクソン・ジェネラルズへ異動した。この年はAAA級タコマ・レイニアーズで5試合に登板し、1勝1敗、防御率3.86だった。
2015年1月14日にDFAとなった。

## 参考資料
1. ↑  http://mlb.mlb.com/news/article.jsp?ymd=20121120&content_id=40386458&vkey=news_mlb&c_id=mlb
2. ↑  “Seattle Mariners player signing updates”. MLB.com Mariners Press Release (2014年2月20日). 2014年2月21日閲覧。
3. ↑  “Mariners acquire LHP Mike Kickham from Chicago Cubs”. MLB.com Mariners Press Release (2015年1月14日). 2015年1月15日閲覧。